# Richard of Conisburgh, 1. Earl of Cambridge

Wappen von Richard of Conisburgh, 1. Earl of Cambridge

Richard of Conisburgh, 1. Earl of Cambridge (* 1375 auf Conisbrough Castle, Yorkshire; † 5. August 1415 in Southampton Green, Hampshire) war ein englischer Peer und Enkel des Königs Eduard III.

## Herkunft und Wirken
Er war der jüngere Sohn von Edmund of Langley, 1. Duke of York, vierter Sohn des englischen Königs Eduard III., und dessen Ehefrau Isabella von Kastilien, Tochter des kastilischen Königs Peter I. des Grausamen.
Sein älterer Bruder war Edward of Norwich, 2. Duke of York. Dieser verzichtete 1414 zugunsten der Krone auf seinen nachgeordneten Titel eines Earl of Cambridge, woraufhin dieser Titel an Richard neu verliehen wurde.
1406 ging Cambridge eine politisch bedeutende Hochzeit ein, als er Anne Mortimer, die Urenkelin seines Onkels Lionel of Antwerp, 1. Duke of Clarence heiratete. Diese Ehe sollte ein halbes Jahrhundert später ein Auslöser der Rosenkriege werden, da sie die Thronansprüche des zweiten und vierten Sohnes Eduards III. gegen die vom dritten Sohn, John of Gaunt, abstammenden Lancasterkönige vereinigte.
Nach Annes Tod 1411 heiratete Cambridge Matilda Clifford, bevor er König Heinrich V. auf dessen Feldzug nach Frankreich 1415 begleiten wollte. Doch kurz vor der Abreise aus England wurde Cambridge des Verrats gegen den König bezichtigt. Er hatte geplant, seinem Schwager Edmund Mortimer, 5. Earl of March, als Abkömmling des zweiten Sohnes Eduards III., den Thron zu verschaffen, doch wurde dieser Thronprätendent erst in der Endphase der Verschwörung in die Planungen einbezogen. Nach kurzer Überlegung entschied sich Mortimer, loyal verbleibend, dem König die Revolte zu enthüllen. Cambridge wurden alle Titel und Besitztümer aberkannt. Kurz vor dem Aufbruch der englischen Flotte nach Frankreich wurde er in Southampton Green hingerichtet.
Sein Sohn Richard sollte, nachdem auch der Duke of York keine legitimen Erben hinterlassend 1415 bei der Schlacht von Azincourt gefallen war, die Linie der York weiterführen und letztendlich der Auslöser für die Rosenkriege sein.

## Nachkommen
Der Ehe mit Anne Mortimer entstammen zwei Kinder:
- Richard Plantagenet, 3. Duke of York (* 21. September 1411; † gefallen 30. Dezember 1460) ⚭ Cecily Neville, ihre Söhne Eduard IV. und Richard III. bestiegen beide den englischen Thron;
- Isabella Plantagenet, ⚭ (1) 1413 Sir Thomas Grey, ⚭ (2) Henry Bourchier, 1. Earl of Essex.